# Вулиця удачі
«Вулиця удачі» (англ. Street of Chance) — американська драма режисера Джона Кромвеля 1930 року. Фільм номінувався на премію «Оскар» в категорії «Найкращий адаптований сценарій».

## Сюжет
«Натурал» Девід — затятий гравець в карти, безжально розправляється з шахраями. Але його дружина Анна, що втомилася від такого життя, вимагає розлучення. Девід вмовляє її почекати, і, сподіваючись зміцнити шлюб, організовує другий медовий місяць, в ході якого обіцяє їй раз і назавжди зав'язати з грою. На жаль, справа приймає кепський для нього оборот, коли в місті з'являється його брат на прізвисько «Малюк» — з ним-то просто гріх не сісти за картковий стіл…

## У ролях
- Вільям Пауелл — Джон Д. Марсден / «Натурал» Девід
- Джин Артур — Джудіт Марсден
- Кей Френсіс — Альма Марсден
- Режис Тумі — «Малюк» Марсден
- Стенлі Філдс — Дорджен
- Брукс Бенедікт — Ел Мастік
- Бетті Франциско — місіс Мастік
- Джон Ріссо — Тоні
- Джоан Стендінг — міс Абрамс
- Моріс Блек — Нік
- Ірвінг Бейкон — Гаррі